# 亀卦川信秀
亀卦川 信秀（きけがわ のぶひで）は、戦国時代から安土桃山時代にかけての武将。葛西氏の家臣。

## 経歴・人物
奥州磐井郡濁沼城主。天文19年（1550年）新山城主の亀卦川師兼の嫡男師秀とその弟師茂が葛西高信により討たれたことに端を発した亀卦川家の内紛のとき信秀は師兼に攻められ亡命する。師兼もまた亡命し弘治元年（1555年）に没する。新山城は一時、師兼の舅で葛西氏家老の大原信茂に与えられるが、のち廃嫡されていた信秀が大原家の推薦により新山城主となり、亀卦川家は再興する。のち天正19年（1591年）豊臣秀吉による奥州仕置のさなか桃生郡深谷にて伊達氏に子もろとも謀殺され、亀卦川家は滅亡する。